# رودخانه صوفیه
رودخانه صوفیه (به لاتین: Sofia River) یک رود در ماداگاسکار است.